# Copiphana gafsana
Copiphana gafsana är en fjärilsart som beskrevs av Blachier 1905. Copiphana gafsana ingår i släktet Copiphana och familjen nattflyn. Inga underarter finns listade i Catalogue of Life.